# Андреассон, Вероника
Вероника Лена Андреассон (швед. Veronica Lena Andréasson, род. 6 марта 1981, Варберг, Халланд) — шведская профессиональная велогонщица. Она представляла свою страну на чемпионатах мира по шоссейным велогонкам в 2005 и 2006 годах.

## Карьера
Ранние годы
В школе она занималась верховой ездой, но в семнадцать лет увлеклась маунтинбайком, а в следующем году переключила своё внимание на шоссейный велоспорт; пони был продан.
1999
Когда Андреассон исполнилось девятнадцать лет, она добилась многих хороших результатов в качестве юниорки.
2002 год — начало профессиональной карьеры
В 2002 году Вероника Андреассон стала профессиональной велогонщицей в голландской команде Powerplate Bik, а в следующем году она подписала контракт с итальянской командой Bianchi-Aliverti. В сезоне 2006 года Андреассон подписала контракт с Team Safi pasta Zara Manhattan.
2007 год — авария
В 2007 году Андреассон должна была выступать за команду BIGLA, с которой у неё был заключен контракт, но в середине подготовки к Чемпионату мира в Штутгарте Андреассон попала в серьёзную аварию. Она была доставлена в больницу Уппсальского университета с черепно-мозговой травмой. Эта авария разрушила весь её сезон 2007 года.
2008 — возвращение в велоспорт
В 2008 году Вероника Андреассон вернулась в велоспорт после аварии 2007 года и заняла 1-е место в Rund um Schönaich. В следующем году она заняла первое место в Köln-Schuld Frechen и второе место на втором этапе Женского тура Катара. В 2011 году Андреассон выступала за команду Lotto Honda Team и снялась в фотосессии для календаря The sensual cycle calendar.

## Достижения

### Шоссе
2000
1-я на Хаммарёрундан
2001
Генеральная классификация Кубка Швеции
1-я на Кубке в Сёдерталье
1-я на многодневке в Стокгольме
2005
2-я на Туре Лимузена
2008
Rund um Schönaich
2009
Köln-Schuld Frechen
2-я на втором этапе Женского тура Катара

### Статистика выступления наГранд-турах
| Гонка / Год          | 2005 | 2006 | 2007 | 2008 | 2009 | 2010 |
| -------------------- | ---- | ---- | ---- | ---- | ---- | ---- |
| Тур де л'Од феминин  | —    | —    | —    | 78   | DNF  | 57   |
| Джиро д’Италия Донне | 35   | 21   | —    | —    | 79   | —    |

### Маунтинбайк
1999
Чемпионка Швеции среди юниоров — кросс-кантри
Чемпионка Швеции среди юниоров — скоростной спуск
Генеральная классификация Кубка Швеции среди юниоров
2-я на Чемпионате Швеции среди юниоров — параллельный слалом
8-я на Кубке мира в Уффализе
12-я на Чемпионате Европы
15-я на Чемпионате мира
21-я на Чемпионате мира — параллельный слалом

## Рейтинги
| Год                 | 2009  | 2010  |
| ------------------- | ----- | ----- |
| Мировой рейтинг UCI | 205-й | 193-й |
|                     |       |       |
| Источник: UCI       |       |       |

## Личная жизнь
Вероника Андреассон замужем за Густавом Ларссоном, профессиональным велогонщиком. Они проживают в Монако. Пара владеет компанией Vélo Monaco, организацией велосипедного отдыха.